# Théorie de l'art
Une théorie de l'art désigne toute description d'un phénomène artistique, d'un point de vue théorique et normatif : architecture, jeux, jeux vidéo, théâtre, littérature, bande-dessinée, arts plastiques, musique…